# Varnik, Haskovo
Varnik (în bulgară Варник) este un sat în comuna Svilengrad, regiunea Haskovo,  Bulgaria. 

## Demografie
Componența etnică a satului Varnik
     Nicio identificare (100%)
     Altele (0%)
La recensământul din 2011, populația satului Varnik era de 2 locuitori. . Pentru 100% din locuitori nu este cunoscută apartenența etnică.